# Doljanci
Doljanci is een plaats in de gemeente Velika in de Kroatische provincie Požega-Slavonië. De plaats telt 88 inwoners (2001).